# 2006-os labdarúgó-világbajnokság

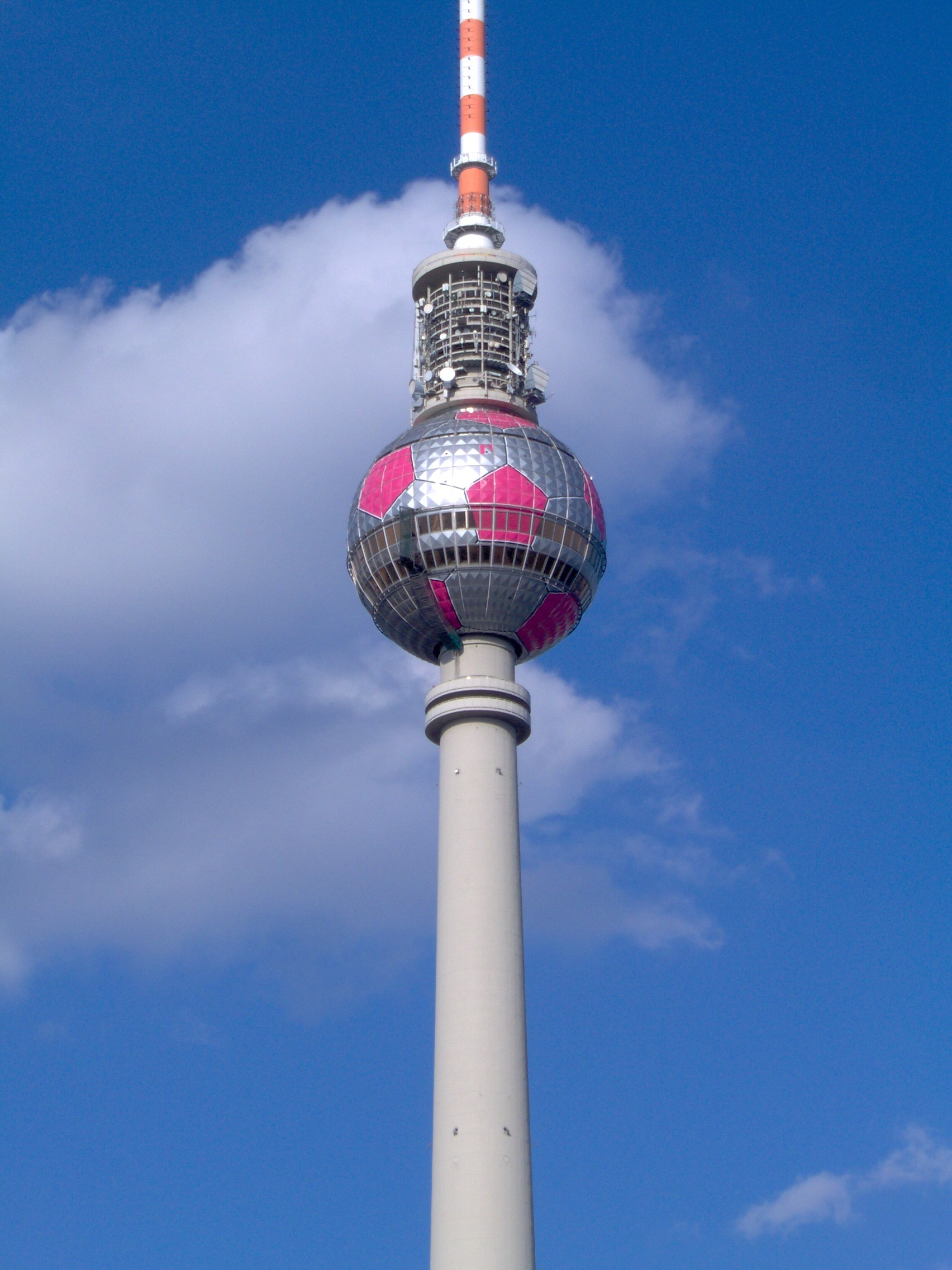
A VB egyik legismertebb képe, a Berlini tévétorony a focilabdával

A 2006-os labdarúgó-világbajnokság a futball történetének 18. világbajnoksága volt. Németországban rendezték június 9. és július 9. között. A tornára 198 válogatott nevezett, közülük 32-en jutottak be a záró szakaszba. A világbajnokságot Olaszország válogatottja nyerte, úgy, hogy a döntőben tizenegyesekkel győzték le a francia nemzeti válogatottat. Olaszország ezzel negyedik világbajnoki címét szerezte meg. A házigazda német gárda bronzérmet szerzett, miután a harmadik helyért játszott mérkőzésen felülmúlta Portugáliát.

## A rendező ország kiválasztása
A házigazda kiválasztására a Zürichben, 2000. július 7-én megtartott szavazáson került sor. A szavazáson négy pályázó közül lehetett választani, miután Brazília három nappal korábban visszavonta jelentkezését. A négy megmaradt nemzet Németország, Dél-Afrika, Anglia és Marokkó volt. Három szavazási fordulóra került sor, és minden forduló után kiesett a legkevesebb szavazatot kapott nemzet. Az első forduló után Marokkó esett ki, miután a 23 szavazatból mindössze kettőt szerzett meg. A következő kieső Anglia volt, szintén két szavazattal. Végül Németország nyerte az utolsó fordulót, miután 12-11-es szavazati aránnyal legyőzte Dél-Afrikát.
Németország sikerét és örömét azonban elrontotta egy megvesztegetési botrány, amely végül újraszavazáshoz vezetett. Este, a szavazás előtt egy német gúnymagazin leveleket küldött a FIFA-képviselőknek, és felajánlotta, hogy ajándékokat kapnak, amennyiben Németországra szavaznak.
Charles Dempseyt, Óceánia küldöttjét utasították, hogy Dél-Afrikára szavazzon, de ő „elviselhetetlen nyomásra” hivatkozva tartózkodott. Dempsey szavazatával 12-12-es döntetlen alakult volna ki, ami azt jelentette volna, hogy a köztudottan Dél-Afrikát támogató Joseph Blatternek (a FIFA elnöke) is le kellett volna adnia szavazatát, amellyel kétségtelenül Dél-Afrika nyerte volna el a rendezés jogát.

## Selejtezők
A selejtezőkön összesen 198 válogatott indult el. A házigazda Németország automatikusan kvalifikálta magát, míg a további 31 helyet a kontinentális szövetségek között osztották szét. Ez volt az első világbajnokság, ahol a világbajnoki cím védője nem jutott be automatikusan a záró szakaszba. Az UEFA-tagszövetségeknek (Európa) 13, a CAF-tagoknak (Afrika) 5, a CONMEBOL (Dél-Amerika) illetve az AFC (Ázsia) szövetségeinek 4–4, míg a CONCACAF-tagoknak (Észak-, Közép-Amerika és Karibi-térség) 3 hely volt fenntartva. A fennmaradó két hely sorsáról rájátszás döntött az AFC és a CONCACAF, illetve a CONMEBOL és az OFC (Óceánia) között.
A selejtezők után nyolc olyan válogatott jutott be a VB döntőjébe, amely először vehetett részt a záró szakaszban: Angola, Elefántcsontpart, Csehország, Ghána, Togo, Trinidad és Tobago, Ukrajna illetve Szerbia és Montenegró.
Csehország és Ukrajna független nemzetként először vettek részt, de régebben már rendre feltűntek a csehszlovák illetve a szovjet csapatok részeként; Szerbia és Montenegró 1998-ban, valamint 1930 és 1990 között még Jugoszlávia részeként játszott. A világbajnokság időpontjára azonban az államszövetség felbomlott, így a jogutód szerb labdarúgó-válogatott az újonnan megalakult, független Montenegró játékosait nélkülözvén vett részt magán a döntőn.
Az 1982-es VB óta mind a hat szövetség képviseltetheti magát a záró szakaszban.

## Kabalák
A világbajnokság hivatalos kabalái Goleo és Pille voltak. Goleo egy oroszlánt ábrázol, aki német válogatott mezt visel 06-os számmal, ami a 2006-os évre utal, társa pedig egy beszélő focilabda. A Goleo a „goal” (gól) és a „leo” (oroszlán) szavak összetételéből ered. Németországban a „Pille” a focilabda hétköznapi neve.

## Helyszínek
A világbajnokság mérkőzéseit Németország 12 városában rendezték.
| Berlin            | Dortmund | München | Stuttgart                           |
| ----------------- | --- | --- | ----------------------------------- |
| Olimpiai Stadion  | Signal Iduna Park                                                                                              | Allianz Arena                                                                                                  | Gottlieb-Daimler-Stadion            |
| Férőhely: 72 000  | Férőhely: 65 000                                                                                               | Férőhely: 66 000                                                                                               | Férőhely: 52 000                    |
|                   | | |                                     |
| Gelsenkirchen     | Berlin Dortmund München Stuttgart Gelsenkirchen Hamburg Frankfurt Köln Hannover Lipcse Kaiserslautern Nürnberg | Berlin Dortmund München Stuttgart Gelsenkirchen Hamburg Frankfurt Köln Hannover Lipcse Kaiserslautern Nürnberg | Hamburg                             |
| Veltins-Arena     | Berlin Dortmund München Stuttgart Gelsenkirchen Hamburg Frankfurt Köln Hannover Lipcse Kaiserslautern Nürnberg | Berlin Dortmund München Stuttgart Gelsenkirchen Hamburg Frankfurt Köln Hannover Lipcse Kaiserslautern Nürnberg | AOL Arena                           |
| Férőhely: 52 000  | Berlin Dortmund München Stuttgart Gelsenkirchen Hamburg Frankfurt Köln Hannover Lipcse Kaiserslautern Nürnberg | Berlin Dortmund München Stuttgart Gelsenkirchen Hamburg Frankfurt Köln Hannover Lipcse Kaiserslautern Nürnberg | Férőhely: 50 000                    |
|                   | Berlin Dortmund München Stuttgart Gelsenkirchen Hamburg Frankfurt Köln Hannover Lipcse Kaiserslautern Nürnberg | Berlin Dortmund München Stuttgart Gelsenkirchen Hamburg Frankfurt Köln Hannover Lipcse Kaiserslautern Nürnberg |                                     |
| Frankfurt         | Berlin Dortmund München Stuttgart Gelsenkirchen Hamburg Frankfurt Köln Hannover Lipcse Kaiserslautern Nürnberg | Berlin Dortmund München Stuttgart Gelsenkirchen Hamburg Frankfurt Köln Hannover Lipcse Kaiserslautern Nürnberg | Köln                                |
| Commerzbank-Arena | Berlin Dortmund München Stuttgart Gelsenkirchen Hamburg Frankfurt Köln Hannover Lipcse Kaiserslautern Nürnberg | Berlin Dortmund München Stuttgart Gelsenkirchen Hamburg Frankfurt Köln Hannover Lipcse Kaiserslautern Nürnberg | RheinEnergieStadion                 |
| Férőhely: 48 000  | Berlin Dortmund München Stuttgart Gelsenkirchen Hamburg Frankfurt Köln Hannover Lipcse Kaiserslautern Nürnberg | Berlin Dortmund München Stuttgart Gelsenkirchen Hamburg Frankfurt Köln Hannover Lipcse Kaiserslautern Nürnberg | Férőhely: 45 000                    |
|                   | Berlin Dortmund München Stuttgart Gelsenkirchen Hamburg Frankfurt Köln Hannover Lipcse Kaiserslautern Nürnberg | Berlin Dortmund München Stuttgart Gelsenkirchen Hamburg Frankfurt Köln Hannover Lipcse Kaiserslautern Nürnberg |                                     |
| Hannover          | Lipcse | Kaiserslautern                                                                                                 | Nürnberg                            |
| AWD-Arena         | Zentralstadion                                                                                                 | Fritz Walter Stadion                                                                                           | easyCredit-Stadion (Frankenstadion) |
| Férőhely: 43 000  | Férőhely: 43 000                                                                                               | Férőhely: 46 000                                                                                               | Férőhely: 41 000                    |
|                   | | |                                     |

## Részt vevő csapatok
| Afrika (CAF) - Angola - Elefántcsontpart - Ghána - Togo - Tunézia Ázsia (AFC) - Irán - Japán - Dél-Korea - Szaúd-Arábia Dél-Amerika (CONMEBOL) - Argentína - Brazília - Ecuador - Paraguay Óceánia (OFC) - Ausztrália | Európa (UEFA) - Horvátország - Csehország - Anglia - Franciaország - Németország - Olaszország - Hollandia - Lengyelország - Portugália - Spanyolország - Svájc - Svédország - Szerbia és Montenegró - Ukrajna Észak- és Közép-Amerika (CONCACAF) - Costa Rica - Mexikó - Trinidad és Tobago - Egyesült Államok |

## Játékvezetők
A labdarúgó-világbajnokságon először működtek közre állandó játékvezetői hármasok. A nemzetközi labdarúgó-szövetség (FIFA) ettől a döntéstől azt remélte, hogy kevesebb lesz a tévedés és a kommunikációs probléma a játékvezetők és asszisztenseik között. A bíróknak és asszisztenseiknek több elméleti és fizikai tesztet kellett teljesíteniük és csak a legjobb eredményt elérők lehettek ott a tornán. Szintén újítás volt a korábbi tornákhoz képest, hogy minden játékvezetőnek három asszisztenst kellett megneveznie és csak az a játékvezető kapott feladatot a világbajnokságon, akinek legalább két segítője is megfelelt a FIFA által támasztott követelményeknek. Az új rendszer legnagyobb vesztese az akkori legjobb spanyol játékvezető, Manuel Mejuto González és a német Herbert Fandel - aki Markus Merk mögött második volt a német játékvezetők rangsorában -, mindketten azért maradtak le a tornáról, mert csak egy segítőjük felelt meg a felmérések során.
| Esszám Abd el-Fattáh | Egyiptom      |  | Carlos Amarilla                 | Paraguay    |  | Benito Archundia      | Mexikó             |
| Massimo Busacca      | Svájc         |  | Coffi Codjia                    | Benin       |  | Frank De Bleeckere    | Belgium            |
| Horacio Elizondo     | Argentína     |  | Valentyin Valentyinovics Ivanov | Oroszország |  | Kamikava Tóru         | Japán              |
| Jorge Larrionda      | Uruguay       |  | Shamsul Maidin                  | Szingapúr   |  | Luis Medina Cantalejo | Spanyolország      |
| Markus Merk          | Németország   |  | Ľuboš Micheľ                    | Szlovákia   |  | Graham Poll           | Egyesült Királyság |
| Eric Poulat          | Franciaország |  | Marco Rodríguez                 | Mexikó      |  | Roberto Rosetti       | Olaszország        |
| Óscar Ruiz           | Kolumbia      |  | Carlos Simon                    | Brazília    |  | Mark Shield           | Ausztrália         |

### Partjelzők
| Ázsia - Hirosima Josikazu - Kim Dejong - Prachya Permpanich - Jevgenyij Volnyin Afrika - Celestin Ntagungira - Aboudou Aderodjou - Eisa Ghuloum - Dramane Danté - Mamadou N’Doye Észak- és Közép-Amerika - Leonel Leal - Héctor Vergara - José Ramirez - José Luis Camargo Dél-Amerika - Darío García - Rodolfo Otero - Aristeu Tavares - Ednilson Corona - Fernando Tamayo - José Navia - Amelio Andino - Manuel Bernal - Walter Rial - Pablo Fandiño | Európa - Peter Hermans - Walter Vromans - Christian Schräer - Jan-Hendrik Salver - Victoriano Giraldez Carrasco - Pedro Medina Hernandez - Roman Slyško - Martin Balko - Cristiano Copelli - Alessandro Stagnoli - Nyikolaj Golubev - Francesco Buragina - Matthias Arnet - Philip Richard Sharp - Glenn Turner - Lionel Dagorne - Vincent Texier Óceánia - Nathan Gibson - Ben Wilson |

## Csoportkör

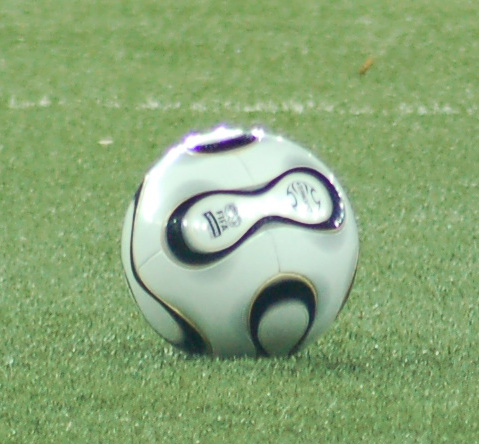
A torna hivatalos labdája, a Teamgeist (magyarul: csapatszellem)

2005. december 9-én, Zürichben sorsolták ki a csoportok beosztását.
Minden csoportból az első két helyezett jutott a kieséses szakaszba. A csoporton belüli rangsorolás szempontjai az alábbiak voltak:
1. A megszerzett pontok száma az összes csoportmérkőzésen (3 pont a győzelem, 1 pont a döntetlen, 0 pont a vereség)
2. Gólkülönbség az összes csoportmérkőzésen
3. Több lőtt gól az összes csoportmérkőzésen

Ha két vagy több csapat az összes fenti mutatóban megegyezik, akkor a rangsorolás az alábbiak alapján történik:
1. Az érintett csapatokkal szembeni meccseken szerzett pontok száma
2. Az érintett csapatokkal szembeni meccseken elért gólkülönbség
3. Az érintett csapatokkal szembeni meccseken lőtt több gól
4. Sorsolás

Figyelmeztetések
A piros lap automatikus eltiltást jelentett a következő mérkőzésről. Két különböző meccsen szerzett sárga lap után is egy mérkőzéses eltiltás következett, de a sárga lapok törlődtek az egyenes kieséses szakasz kezdetekor. Ha valamelyik játékos az utolsó csoportmérkőzésen megkapta a második sárga lapját, akkor a nyolcaddöntőben nem játszhatott. Ha egy játékos csapata utolsó világbajnoki meccsén szerzett eltiltást, akkor az a következő hivatalos nemzetközi mérkőzéséről való eltiltást eredményezte.

### A csoport
| Hely. | Csapat          | M | Gy | D | V | G+ | G– | Gk | P | Továbbjutás                                |
| ----- | --------------- | - | -- | - | - | -- | -- | -- | - | ------------------------------------------ |
| 1.    | Németország (R) | 3 | 3  | 0 | 0 | 8  | 2  | +6 | 9 | Továbbjutott az egyenes kieséses szakaszba |
| 2.    | Ecuador         | 3 | 2  | 0 | 1 | 5  | 3  | +2 | 6 | Továbbjutott az egyenes kieséses szakaszba |
| 3.    | Lengyelország   | 3 | 1  | 0 | 2 | 2  | 4  | −2 | 3 |                                            |
| 4.    | Costa Rica      | 3 | 0  | 0 | 3 | 3  | 9  | −6 | 0 |                                            |

| 2006. június 9. 18:00 |

| Németország                      | 4–2               | Costa Rica       |
| -------------------------------- | ----------------- | ---------------- |
| Lahm 6' Klose 17' 61' Frings 87' | (2–1) Jegyzőkönyv | Wanchope 12' 73' |

| Allianz Arena, München Nézőszám: 66 000 Játékvezető: Horacio Elizondo (argentin) |

| 2006. június 9. 21:00 |

| Lengyelország | 0–2               | Ecuador                    |
| ------------- | ----------------- | -------------------------- |
|               | (0–1) Jegyzőkönyv | C. Tenorio 24' Delgado 80' |

| Veltins-Arena, Gelsenkirchen Nézőszám: 52 000 Játékvezető: Kamikava Tóru (japán) |

| 2006. június 14. 21:00 |

| Németország    | 1–0               | Lengyelország |
| -------------- | ----------------- | ------------- |
| Neuville 90+1' | (0–0) Jegyzőkönyv |               |

| Signal Iduna Park, Dortmund Nézőszám: 65 000 Játékvezető: Luis Medina Cantalejo (spanyol) |

| 2006. június 15. 15:00 |

| Ecuador                                  | 3–0               | Costa Rica |
| ---------------------------------------- | ----------------- | ---------- |
| C. Tenorio 8' Delgado 54' Kaviedes 90+2' | (1–0) Jegyzőkönyv |            |

| AOL Arena, Hamburg Nézőszám: 50 000 Játékvezető: Coffi Codjia (benini) |

| 2006. június 20. 16:00 |

| Ecuador | 0–3               | Németország               |
| ------- | ----------------- | ------------------------- |
|         | (0–2) Jegyzőkönyv | Klose 4' 44' Podolski 57' |

| Olimpiai Stadion, Berlin Nézőszám: 72 000 Játékvezető: Valentyin Ivanov (orosz) |

| 2006. június 20. 16:00 |

| Costa Rica | 1–2               | Lengyelország   |
| ---------- | ----------------- | --------------- |
| Gómez 25'  | (1–1) Jegyzőkönyv | Bosacki 33' 65' |

| AWD-Arena, Hannover Nézőszám: 43 000 Játékvezető: Shamsul Maidin (szingapúri) |

### B csoport
| Hely. | Csapat             | M | Gy | D | V | G+ | G– | Gk | P | Továbbjutás                                |
| ----- | ------------------ | - | -- | - | - | -- | -- | -- | - | ------------------------------------------ |
| 1.    | Anglia             | 3 | 2  | 1 | 0 | 5  | 2  | +3 | 7 | Továbbjutott az egyenes kieséses szakaszba |
| 2.    | Svédország         | 3 | 1  | 2 | 0 | 3  | 2  | +1 | 5 | Továbbjutott az egyenes kieséses szakaszba |
| 3.    | Paraguay           | 3 | 1  | 0 | 2 | 2  | 2  | 0  | 3 |                                            |
| 4.    | Trinidad és Tobago | 3 | 0  | 1 | 2 | 0  | 4  | −4 | 1 |                                            |

| 2006. június 10. 15:00 |

| Anglia             | 1–0               | Paraguay |
| ------------------ | ----------------- | -------- |
| Gamarra 3' (öngól) | (1–0) Jegyzőkönyv |          |

| Commerzbank-Arena, Frankfurt Nézőszám: 48 000 Játékvezető: Marco Rodríguez (mexikói) |

| 2006. június 10. 18:00 |

| Trinidad és Tobago | 0–0         | Svédország |
| ------------------ | ----------- | ---------- |
|                    | Jegyzőkönyv |            |

| Signal Iduna Park, Dortmund Nézőszám: 62 959 Játékvezető: Shamsul Maidin (szingapúri) |

| 2006. június 15. 18:00 |

| Anglia                   | 2–0               | Trinidad és Tobago |
| ------------------------ | ----------------- | ------------------ |
| Crouch 83' Gerrard 90+1' | (0–0) Jegyzőkönyv |                    |

| easyCredit-Stadion, Nürnberg Nézőszám: 41 000 Játékvezető: Kamikava Tóru (japán) |

| 2006. június 15. 21:00 |

| Svédország    | 1–0               | Paraguay |
| ------------- | ----------------- | -------- |
| Ljungberg 89' | (0–0) Jegyzőkönyv |          |

| Olimpiai Stadion, Berlin Nézőszám: 72 000 Játékvezető: Ľuboš Micheľ (szlovák) |

| 2006. június 20. 21:00 |

| Svédország              | 2–2               | Anglia                  |
| ----------------------- | ----------------- | ----------------------- |
| Allbäck 51' Larsson 90' | (0–1) Jegyzőkönyv | J. Cole 34' Gerrard 85' |

| RheinEnergieStadion, Köln Nézőszám: 45 000 Játékvezető: Massimo Busacca (svájci) |

| 2006. június 20. 21:00 |

| Paraguay                      | 2–0               | Trinidad és Tobago |
| ----------------------------- | ----------------- | ------------------ |
| Sancho 25' (öngól) Cuevas 86' | (1–0) Jegyzőkönyv |                    |

| Fritz Walter Stadion, Kaiserslautern Nézőszám: 46 000 Játékvezető: Roberto Rosetti (olasz) |

### C csoport
| Hely. | Csapat                | M | Gy | D | V | G+ | G– | Gk | P | Továbbjutás                                |
| ----- | --------------------- | - | -- | - | - | -- | -- | -- | - | ------------------------------------------ |
| 1.    | Argentína             | 3 | 2  | 1 | 0 | 8  | 1  | +7 | 7 | Továbbjutott az egyenes kieséses szakaszba |
| 2.    | Hollandia             | 3 | 2  | 1 | 0 | 3  | 1  | +2 | 7 | Továbbjutott az egyenes kieséses szakaszba |
| 3.    | Elefántcsontpart      | 3 | 1  | 0 | 2 | 5  | 6  | −1 | 3 |                                            |
| 4.    | Szerbia és Montenegró | 3 | 0  | 0 | 3 | 2  | 10 | −8 | 0 |                                            |

| 2006. június 10. 21:00 |

| Argentína              | 2–1               | Elefántcsontpart |
| ---------------------- | ----------------- | ---------------- |
| Crespo 24' Saviola 38' | (2–0) Jegyzőkönyv | Drogba 82'       |

| AOL Arena, Hamburg Nézőszám: 49 480 Játékvezető: Frank De Bleeckere (belga) |

| 2006. június 11. 15:00 |

| Szerbia és Montenegró | 0–1               | Hollandia  |
| --------------------- | ----------------- | ---------- |
|                       | (0–1) Jegyzőkönyv | Robben 18' |

| Zentralstadion, Lipcse Nézőszám: 43 000 Játékvezető: Markus Merk (német) |

| 2006. június 16. 15:00 |

| Argentína                                                     | 6–0               | Szerbia és Montenegró |
| ------------------------------------------------------------- | ----------------- | --------------------- |
| Rodríguez 6' 41' Cambiasso 31' Crespo 78' Tévez 84' Messi 88' | (3–0) Jegyzőkönyv |                       |

| Veltins-Arena, Gelsenkirchen Nézőszám: 52 000 Játékvezető: Roberto Rosetti (olasz) |

| 2006. június 16. 18:00 |

| Hollandia                         | 2–1               | Elefántcsontpart |
| --------------------------------- | ----------------- | ---------------- |
| Van Persie 23' Van Nistelrooy 27' | (2–1) Jegyzőkönyv | B. Koné 39'      |

| Gottlieb-Daimler-Stadion, Stuttgart Nézőszám: 52 000 Játékvezető: Óscar Ruiz (kolumbiai) |

| 2006. június 21. 21:00 |

| Hollandia | 0–0         | Argentína |
| --------- | ----------- | --------- |
|           | Jegyzőkönyv |           |

| Commerzbank-Arena, Frankfurt Nézőszám: 48 000 Játékvezető: Luis Medina Cantalejo (spanyol) |

| 2006. június 21. 21:00 |

| Elefántcsontpart                                | 3–2               | Szerbia és Montenegró |
| ----------------------------------------------- | ----------------- | --------------------- |
| Dindane 37' (11-esből) 67' Kalou 86' (11-esből) | (1–2) Jegyzőkönyv | Žigić 10' Ilić 20'    |

| Allianz Arena, München Nézőszám: 66 000 Játékvezető: Marco Rodríguez (mexikói) |

### D csoport
| Hely. | Csapat     | M | Gy | D | V | G+ | G– | Gk | P | Továbbjutás                                |
| ----- | ---------- | - | -- | - | - | -- | -- | -- | - | ------------------------------------------ |
| 1.    | Portugália | 3 | 3  | 0 | 0 | 5  | 1  | +4 | 9 | Továbbjutott az egyenes kieséses szakaszba |
| 2.    | Mexikó     | 3 | 1  | 1 | 1 | 4  | 3  | +1 | 4 | Továbbjutott az egyenes kieséses szakaszba |
| 3.    | Angola     | 3 | 0  | 2 | 1 | 1  | 2  | −1 | 2 |                                            |
| 4.    | Irán       | 3 | 0  | 1 | 2 | 2  | 6  | −4 | 1 |                                            |

| 2006. június 11. 18:00 |

| Mexikó                  | 3–1               | Irán             |
| ----------------------- | ----------------- | ---------------- |
| Bravo 28' 76' Sinha 79' | (1–1) Jegyzőkönyv | Golmohammadi 36' |

| easyCredit-Stadion, Nürnberg Nézőszám: 41 000 Játékvezető: Roberto Rosetti (olasz) |

| 2006. június 11. 21:00 |

| Angola | 0–1               | Portugália |
| ------ | ----------------- | ---------- |
|        | (0–1) Jegyzőkönyv | Pauleta 4' |

| RheinEnergieStadion, Köln Nézőszám: 45 000 Játékvezető: Jorge Larrionda (uruguayi) |

| 2006. június 16. 21:00 |

| Mexikó | 0–0         | Angola |
| ------ | ----------- | ------ |
|        | Jegyzőkönyv |        |

| AWD-Arena, Hannover Nézőszám: 43 000 Játékvezető: Shamsul Maidin (szingapúri) |

| 2006. június 17. 15:00 |

| Portugália                      | 2–0               | Irán |
| ------------------------------- | ----------------- | ---- |
| Deco 63' Ronaldo 80' (11-esből) | (0–0) Jegyzőkönyv |      |

| Commerzbank-Arena, Frankfurt Nézőszám: 48 000 Játékvezető: Eric Poulat (francia) |

| 2006. június 21. 16:00 |

| Portugália                      | 2–1               | Mexikó      |
| ------------------------------- | ----------------- | ----------- |
| Maniche 6' Simão 24' (11-esből) | (2–1) Jegyzőkönyv | Fonseca 29' |

| Veltins-Arena, Gelsenkirchen Nézőszám: 52 000 Játékvezető: Ľuboš Micheľ (szlovák) |

| 2006. június 21. 16:00 |

| Irán               | 1–1               | Angola           |
| ------------------ | ----------------- | ---------------- |
| Bahtiárizsádeh 75' | (0–0) Jegyzőkönyv | Flávio Amado 60' |

| Zentralstadion, Lipcse Nézőszám: 38 000 Játékvezető: Mark Shield (ausztrál) |

### E csoport
| Hely. | Csapat           | M | Gy | D | V | G+ | G– | Gk | P | Továbbjutás                                |
| ----- | ---------------- | - | -- | - | - | -- | -- | -- | - | ------------------------------------------ |
| 1.    | Olaszország      | 3 | 2  | 1 | 0 | 5  | 1  | +4 | 7 | Továbbjutott az egyenes kieséses szakaszba |
| 2.    | Ghána            | 3 | 2  | 0 | 1 | 4  | 3  | +1 | 6 | Továbbjutott az egyenes kieséses szakaszba |
| 3.    | Csehország       | 3 | 1  | 0 | 2 | 3  | 4  | −1 | 3 |                                            |
| 4.    | Egyesült Államok | 3 | 0  | 1 | 2 | 2  | 6  | −4 | 1 |                                            |

| 2006. június 12. 18:00 |

| Egyesült Államok | 0–3               | Csehország                |
| ---------------- | ----------------- | ------------------------- |
|                  | (0–2) Jegyzőkönyv | Koller 5' Rosický 36' 76' |

| Veltins-Arena, Gelsenkirchen Nézőszám: 52 000 Játékvezető: Carlos Amarilla (paraguayi) |

| 2006. június 12. 21:00 |

| Olaszország            | 2–0               | Ghána |
| ---------------------- | ----------------- | ----- |
| Pirlo 40' Iaquinta 83' | (1–0) Jegyzőkönyv |       |

| AWD-Arena, Hannover Nézőszám: 43 000 Játékvezető: Carlos Simon (brazil) |

| 2006. június 17. 18:00 |

| Csehország | 0–2               | Ghána               |
| ---------- | ----------------- | ------------------- |
|            | (0–1) Jegyzőkönyv | Gyan 2' Muntari 82' |

| RheinEnergieStadion, Köln Nézőszám: 45 000 Játékvezető: Horacio Elizondo (argentin) |

| 2006. június 17. 21:00 |

| Olaszország   | 1–1               | Egyesült Államok     |
| ------------- | ----------------- | -------------------- |
| Gilardino 22' | (1–1) Jegyzőkönyv | Zaccardo 27' (öngól) |

| Fritz Walter Stadion, Kaiserslautern Nézőszám: 46 000 Játékvezető: Jorge Larrionda (uruguayi) |

| 2006. június 22. 16:00 |

| Csehország | 0–2               | Olaszország               |
| ---------- | ----------------- | ------------------------- |
|            | (0–1) Jegyzőkönyv | Materazzi 26' Inzaghi 87' |

| AOL Arena, Hamburg Nézőszám: 50 000 Játékvezető: Benito Archundia (mexikói) |

| 2006. június 22. 16:00 |

| Ghána                               | 2–1               | Egyesült Államok |
| ----------------------------------- | ----------------- | ---------------- |
| Dramani 22' Appiah 45+2' (11-esből) | (2–1) Jegyzőkönyv | Dempsey 43'      |

| easyCredit-Stadion, Nürnberg Nézőszám: 41 000 Játékvezető: Markus Merk (német) |

### F csoport
| Hely. | Csapat       | M | Gy | D | V | G+ | G– | Gk | P | Továbbjutás                                |
| ----- | ------------ | - | -- | - | - | -- | -- | -- | - | ------------------------------------------ |
| 1.    | Brazília     | 3 | 3  | 0 | 0 | 7  | 1  | +6 | 9 | Továbbjutott az egyenes kieséses szakaszba |
| 2.    | Ausztrália   | 3 | 1  | 1 | 1 | 5  | 5  | 0  | 4 | Továbbjutott az egyenes kieséses szakaszba |
| 3.    | Horvátország | 3 | 0  | 2 | 1 | 2  | 3  | −1 | 2 |                                            |
| 4.    | Japán        | 3 | 0  | 1 | 2 | 2  | 7  | −5 | 1 |                                            |

| 2006. június 12. 15:00 |

| Ausztrália                  | 3–1               | Japán        |
| --------------------------- | ----------------- | ------------ |
| Cahill 84' 89' Aloisi 90+2' | (0–1) Jegyzőkönyv | Nakamura 26' |

| Fritz Walter Stadion, Kaiserslautern Nézőszám: 46 000 Játékvezető: Esszám Abd el-Fattáh (egyiptomi) |

| 2006. június 13. 21:00 |

| Brazília | 1–0               | Horvátország |
| -------- | ----------------- | ------------ |
| Kaká 44' | (1–0) Jegyzőkönyv |              |

| Olimpiai Stadion, Berlin Nézőszám: 72 000 Játékvezető: Benito Archundia (mexikói) |

| 2006. június 18. 15:00 |

| Japán | 0–0         | Horvátország |
| ----- | ----------- | ------------ |
|       | Jegyzőkönyv |              |

| easyCredit-Stadion, Nürnberg Nézőszám: 41 000 Játékvezető: Frank De Bleeckere (belga) |

| 2006. június 18. 18:00 |

| Brazília             | 2–0               | Ausztrália |
| -------------------- | ----------------- | ---------- |
| Adriano 49' Fred 90' | (0–0) Jegyzőkönyv |            |

| Allianz Arena, München Nézőszám: 66 000 Játékvezető: Markus Merk (német) |

| 2006. június 22. 21:00 |

| Japán      | 1–4               | Brazília                                   |
| ---------- | ----------------- | ------------------------------------------ |
| Tamada 34' | (1–1) Jegyzőkönyv | Ronaldo 45+1' 81' Juninho 53' Gilberto 59' |

| Signal Iduna Park, Dortmund Nézőszám: 65 000 Játékvezető: Eric Poulat (francia) |

| 2006. június 22. 21:00 |

| Horvátország         | 2–2               | Ausztrália                      |
| -------------------- | ----------------- | ------------------------------- |
| Srna 2' N. Kovač 56' | (1–1) Jegyzőkönyv | Moore 38' (11-esből) Kewell 79' |

| Gottlieb-Daimler-Stadion, Stuttgart Nézőszám: 52 000 Játékvezető: Graham Poll (angol) |

### G csoport
| Hely. | Csapat        | M | Gy | D | V | G+ | G– | Gk | P | Továbbjutás                                |
| ----- | ------------- | - | -- | - | - | -- | -- | -- | - | ------------------------------------------ |
| 1.    | Svájc         | 3 | 2  | 1 | 0 | 4  | 0  | +4 | 7 | Továbbjutott az egyenes kieséses szakaszba |
| 2.    | Franciaország | 3 | 1  | 2 | 0 | 3  | 1  | +2 | 5 | Továbbjutott az egyenes kieséses szakaszba |
| 3.    | Dél-Korea     | 3 | 1  | 1 | 1 | 3  | 4  | −1 | 4 |                                            |
| 4.    | Togo          | 3 | 0  | 0 | 3 | 1  | 6  | −5 | 0 |                                            |

| 2006. június 13. 15:00 |

| Dél-Korea                        | 2–1               | Togo      |
| -------------------------------- | ----------------- | --------- |
| I Cshonszu 54' An Dzsonghvan 72' | (0–1) Jegyzőkönyv | Kader 31' |

| Commerzbank-Arena, Frankfurt Nézőszám: 48 000 Játékvezető: Graham Poll (angol) |

| 2006. június 13. 18:00 |

| Franciaország | 0–0         | Svájc |
| ------------- | ----------- | ----- |
|               | Jegyzőkönyv |       |

| Gottlieb-Daimler-Stadion, Stuttgart Nézőszám: 52 000 Játékvezető: Valentyin Ivanov (orosz) |

| 2006. június 18. 21:00 |

| Franciaország | 1–1               | Dél-Korea       |
| ------------- | ----------------- | --------------- |
| Henry 9'      | (1–0) Jegyzőkönyv | Pak Csujong 81' |

| Zentralstadion, Lipcse Nézőszám: 43 000 Játékvezető: Benito Archundia (mexikói) |

| 2006. június 19. 15:00 |

| Togo | 0–2               | Svájc                 |
| ---- | ----------------- | --------------------- |
|      | (0–1) Jegyzőkönyv | Frei 16' Barnetta 88' |

| Signal Iduna Park, Dortmund Nézőszám: 65 000 Játékvezető: Carlos Amarilla (paraguayi) |

| 2006. június 23. 21:00 |

| Togo | 0–2               | Franciaország        |
| ---- | ----------------- | -------------------- |
|      | (0–0) Jegyzőkönyv | Vieira 55' Henry 61' |

| RheinEnergieStadion, Köln Nézőszám: 45 000 Játékvezető: Jorge Larrionda (uruguayi) |

| 2006. június 23. 21:00 |

| Svájc                 | 2–0               | Dél-Korea |
| --------------------- | ----------------- | --------- |
| Senderos 23' Frei 77' | (1–0) Jegyzőkönyv |           |

| AWD-Arena, Hannover Nézőszám: 43 000 Játékvezető: Horacio Elizondo (argentin) |

### H csoport
| Hely. | Csapat        | M | Gy | D | V | G+ | G– | Gk | P | Továbbjutás                                |
| ----- | ------------- | - | -- | - | - | -- | -- | -- | - | ------------------------------------------ |
| 1.    | Spanyolország | 3 | 3  | 0 | 0 | 8  | 1  | +7 | 9 | Továbbjutott az egyenes kieséses szakaszba |
| 2.    | Ukrajna       | 3 | 2  | 0 | 1 | 5  | 4  | +1 | 6 | Továbbjutott az egyenes kieséses szakaszba |
| 3.    | Tunézia       | 3 | 0  | 1 | 2 | 3  | 6  | −3 | 1 |                                            |
| 4.    | Szaúd-Arábia  | 3 | 0  | 1 | 2 | 2  | 7  | −5 | 1 |                                            |

| 2006. június 14. 15:00 |

| Spanyolország                                  | 4–0               | Ukrajna |
| ---------------------------------------------- | ----------------- | ------- |
| Alonso 13' Villa 17' 48' (11-esből) Torres 81' | (2–0) Jegyzőkönyv |         |

| Zentralstadion, Lipcse Nézőszám: 43 000 Játékvezető: Massimo Busacca (svájc) |

| 2006. június 14. 18:00 |

| Tunézia                   | 2–2               | Szaúd-Arábia                |
| ------------------------- | ----------------- | --------------------------- |
| Dzsazírí 23' Zsaidi 90+2' | (1–0) Jegyzőkönyv | al-Kahtání 57' Al-Jaber 84' |

| Allianz Arena, München Nézőszám: 66 000 Játékvezető: Mark Shield (ausztrál) |

| 2006. június 19. 18:00 |

| Szaúd-Arábia | 0–4               | Ukrajna                                             |
| ------------ | ----------------- | --------------------------------------------------- |
|              | (0–2) Jegyzőkönyv | Ruszol 4' Rebrov 36' Sevcsenko 46' Kalinicsenko 84' |

| AOL Arena, Hamburg Nézőszám: 50 000 Játékvezető: Graham Poll (angol) |

| 2006. június 19. 21:00 |

| Spanyolország                        | 3–1               | Tunézia  |
| ------------------------------------ | ----------------- | -------- |
| Raúl 71' Torres 76' 90+1' (11-esből) | (0–1) Jegyzőkönyv | Mnári 8' |

| Gottlieb-Daimler-Stadion, Stuttgart Nézőszám: 52 000 Játékvezető: Carlos Simon (brazil) |

| 2006. június 23. 16:00 |

| Szaúd-Arábia | 0–1               | Spanyolország |
| ------------ | ----------------- | ------------- |
|              | (0–1) Jegyzőkönyv | Juanito 36'   |

| Fritz Walter Stadion, Kaiserslautern Nézőszám: 46 000 Játékvezető: Coffi Codjia (benini) |

| 2006. június 23. 16:00 |

| Ukrajna                  | 1–0               | Tunézia |
| ------------------------ | ----------------- | ------- |
| Sevcsenko 70' (11-esből) | (0–0) Jegyzőkönyv |         |

| Olimpiai Stadion, Berlin Nézőszám: 72 000 Játékvezető: Carlos Amarilla (paraguayi) |

## Egyenes kieséses szakasz
Ebben a szakaszban, ha a rendes játékidő (90 perc) döntetlennel végződött, akkor kétszer 15 perces hosszabbítás következett. Ha a hosszabbítás végén is döntetlen volt az állás, akkor büntetőpárbaj következett.
|  |                             |               |                           |                     |                       |                       |                       |               |               |               |                       |                       |                       |  |  |       |       |       |
|  | Nyolcaddöntők               | Nyolcaddöntők | Nyolcaddöntők             |                     |                       | Negyeddöntők          | Negyeddöntők          | Negyeddöntők  |               |               | Elődöntők             | Elődöntők             | Elődöntők             |  |  | Döntő | Döntő | Döntő |
|  | Nyolcaddöntők               | Nyolcaddöntők | Nyolcaddöntők             |                     |                       | Negyeddöntők          | Negyeddöntők          | Negyeddöntők  |               |               | Elődöntők             | Elődöntők             | Elődöntők             |  |  | Döntő | Döntő | Döntő |
|  | június 24. – München        |               |                           |                     |                       |                       |                       |               |               |               |                       |                       |                       |  |  |       |       |       |
|  |                             |               |                           |                     |                       |                       |                       |               |               |               |                       |                       |                       |  |  |       |       |       |
|  | A1                          | Németország   | 2                         |                     |                       |                       |                       |               |               |               |                       |                       |                       |  |  |       |       |       |
|  | A1                          | Németország   | 2                         | június 30. – Berlin |                       |                       |                       |               |               |               |                       |                       |                       |  |  |       |       |       |
|  | B2                          | Svédország    | 0                         |                     |                       |                       |                       |               |               |               |                       |                       |                       |  |  |       |       |       |
|  | B2                          | Svédország    | 0                         |                     |                       | Németország           | Németország           | 1 (4)         |               |               |                       |                       |                       |  |  |       |       |       |
|  | június 24. – Lipcse         |               |                           |                     |                       | Németország           | Németország           | 1 (4)         |               |               |                       |                       |                       |  |  |       |       |       |
|  |                             |               | Argentína                 | Argentína           | 1 (2)                 |                       |                       |               |               |               |                       |                       |                       |  |  |       |       |       |
|  | C1                          | Argentína     | Argentína                 | Argentína           | 1 (2)                 | 2                     |                       |               |               |               |                       |                       |                       |  |  |       |       |       |
|  | C1                          | Argentína     |                           |                     |                       | 2                     | július 4. – Dortmund  |               |               |               |                       |                       |                       |  |  |       |       |       |
|  | D2                          | Mexikó        | 1                         |                     |                       |                       |                       |               |               |               |                       |                       |                       |  |  |       |       |       |
|  | D2                          | Mexikó        | 1                         |                     |                       | Németország           | Németország           | 0             |               |               |                       |                       |                       |  |  |       |       |       |
|  | június 26. – Kaiserslautern |               |                           |                     |                       | Németország           | Németország           | 0             |               |               |                       |                       |                       |  |  |       |       |       |
|  |                             |               | Olaszország               | Olaszország         | 2                     |                       |                       |               |               |               |                       |                       |                       |  |  |       |       |       |
|  | E1                          | Olaszország   | Olaszország               | Olaszország         | 2                     | 1                     |                       |               |               |               |                       |                       |                       |  |  |       |       |       |
|  | E1                          | Olaszország   | június 30. – Hamburg      |                     |                       | 1                     |                       |               |               |               |                       |                       |                       |  |  |       |       |       |
|  | F2                          | Ausztrália    | 0                         |                     |                       |                       |                       |               |               |               |                       |                       |                       |  |  |       |       |       |
|  | F2                          | Ausztrália    | 0                         |                     |                       | Olaszország           | Olaszország           | 3             |               |               |                       |                       |                       |  |  |       |       |       |
|  | június 26. – Köln           |               |                           |                     |                       | Olaszország           | Olaszország           | 3             |               |               |                       |                       |                       |  |  |       |       |       |
|  |                             |               | Ukrajna                   | Ukrajna             | 0                     |                       |                       |               |               |               |                       |                       |                       |  |  |       |       |       |
|  | G1                          | Svájc         | Ukrajna                   | Ukrajna             | 0                     | 0 (0)                 |                       |               |               |               |                       |                       |                       |  |  |       |       |       |
|  | G1                          | Svájc         |                           |                     |                       | 0 (0)                 | július 9. – Berlin    |               |               |               |                       |                       |                       |  |  |       |       |       |
|  | H2                          | Ukrajna       | 0 (3)                     |                     |                       |                       |                       |               |               |               |                       |                       |                       |  |  |       |       |       |
|  | H2                          | Ukrajna       | 0 (3)                     |                     |                       | Olaszország           | Olaszország           | 1 (5)         |               |               |                       |                       |                       |  |  |       |       |       |
|  | június 25. – Stuttgart      |               |                           |                     |                       | Olaszország           | Olaszország           | 1 (5)         |               |               |                       |                       |                       |  |  |       |       |       |
|  |                             |               | Franciaország             | Franciaország       | 1 (3)                 |                       |                       |               |               |               |                       |                       |                       |  |  |       |       |       |
|  | B1                          | Anglia        | Franciaország             | Franciaország       | 1 (3)                 | 1                     |                       |               |               |               |                       |                       |                       |  |  |       |       |       |
|  | B1                          | Anglia        | július 1. – Gelsenkirchen |                     |                       | 1                     |                       |               |               |               |                       |                       |                       |  |  |       |       |       |
|  | A2                          | Ecuador       | 0                         |                     |                       |                       |                       |               |               |               |                       |                       |                       |  |  |       |       |       |
|  | A2                          | Ecuador       | 0                         |                     |                       | Anglia                | Anglia                | 0 (1)         |               |               |                       |                       |                       |  |  |       |       |       |
|  | június 25. – Nürnberg       |               |                           |                     |                       | Anglia                | Anglia                | 0 (1)         |               |               |                       |                       |                       |  |  |       |       |       |
|  |                             |               | Portugália                | Portugália          | 0 (3)                 |                       |                       |               |               |               |                       |                       |                       |  |  |       |       |       |
|  | D1                          | Portugália    | Portugália                | Portugália          | 0 (3)                 | 1                     |                       |               |               |               |                       |                       |                       |  |  |       |       |       |
|  | D1                          | Portugália    |                           |                     |                       | 1                     | július 5. – München   |               |               |               |                       |                       |                       |  |  |       |       |       |
|  | C2                          | Hollandia     | 0                         |                     |                       |                       |                       |               |               |               |                       |                       |                       |  |  |       |       |       |
|  | C2                          | Hollandia     | 0                         |                     |                       | Portugália            | Portugália            | 0             |               |               |                       |                       |                       |  |  |       |       |       |
|  | június 27. – Dortmund       |               |                           |                     |                       | Portugália            | Portugália            | 0             |               |               |                       |                       |                       |  |  |       |       |       |
|  |                             |               | Franciaország             | Franciaország       | 1                     |                       |                       | Bronzmérkőzés | Bronzmérkőzés | Bronzmérkőzés |                       |                       |                       |  |  |       |       |       |
|  | F1                          | Brazília      | Franciaország             | Franciaország       | 1                     | 3                     |                       |               |               | Bronzmérkőzés |                       |                       |                       |  |  |       |       |       |
|  | F1                          | Brazília      |                           |                     | július 1. – Frankfurt | július 1. – Frankfurt | július 1. – Frankfurt |               |               |               | július 8. – Stuttgart | július 8. – Stuttgart | július 8. – Stuttgart |  |  |       |       |       |
|  | E2                          | Ghána         | 0                         |                     | július 1. – Frankfurt | július 1. – Frankfurt | július 1. – Frankfurt |               |               |               | július 8. – Stuttgart | július 8. – Stuttgart | július 8. – Stuttgart |  |  |       |       |       |
|  | E2                          | Ghána         | 0                         |                     |                       | Brazília              | Brazília              | 0             | Németország   | Németország   | 3                     |                       |                       |  |  |       |       |       |
|  | június 27. – Hannover       |               |                           |                     |                       | Brazília              | Brazília              | 0             | Németország   | Németország   | 3                     |                       |                       |  |  |       |       |       |
|  |                             |               | Franciaország             | Franciaország       | 1                     |                       |                       | Portugália    | Portugália    | 1             |                       |                       |                       |  |  |       |       |       |
|  | H1                          | Spanyolország | Franciaország             | Franciaország       | 1                     | 1                     |                       | Portugália    | Portugália    | 1             |                       |                       |                       |  |  |       |       |       |
|  | H1                          | Spanyolország |                           |                     |                       |                       |                       |               |               |               |                       |                       |                       |  |  |       |       |       |
|  | G2                          | Franciaország | 3                         |                     |                       |                       |                       |               |               |               |                       |                       |                       |  |  |       |       |       |
|  | G2                          | Franciaország | 3                         |                     |                       |                       |                       |               |               |               |                       |                       |                       |  |  |       |       |       |

### Nyolcaddöntők
| 2006. június 24. 17:00 |

| Németország     | 2–0               | Svédország |
| --------------- | ----------------- | ---------- |
| Podolski 4' 12' | (2–0) Jegyzőkönyv |            |

| FIFA WM-Stadion München, München Nézőszám: 66 000 Játékvezető: Carlos Simon (brazil) |

| 2006. június 24. 21:00 |

| Argentína                | 2–1 (h. u.)                 | Mexikó     |
| ------------------------ | --------------------------- | ---------- |
| Crespo 10' Rodríguez 98' | (1–1, 1–1, 2–1) Jegyzőkönyv | Márquez 6' |

| Zentralstadion, Lipcse Nézőszám: 43 000 Játékvezető: Massimo Busacca (svájci) |

| 2006. június 25. 17:00 |

| Anglia      | 1–0               | Ecuador |
| ----------- | ----------------- | ------- |
| Beckham 60' | (0–0) Jegyzőkönyv |         |

| Gottlieb-Daimler-Stadion, Stuttgart Nézőszám: 52 000 Játékvezető: Frank De Bleeckere (belga) |

| 2006. június 25. 21:00 |

| Portugália  | 1–0               | Hollandia |
| ----------- | ----------------- | --------- |
| Maniche 23' | (1–0) Jegyzőkönyv |           |

| FIFA WM-Stadion Nürnberg, Nürnberg Nézőszám: 41 000 Játékvezető: Valentyin Valentyinovics Ivanov (orosz) |

| 2006. június 26. 17:00 |

| Olaszország            | 1–0               | Ausztrália |
| ---------------------- | ----------------- | ---------- |
| Totti 90+5' (11-esből) | (0–0) Jegyzőkönyv |            |

| Fritz Walter Stadion, Kaiserslautern Nézőszám: 46 000 Játékvezető: Luis Medina Cantalejo (spanyol) |

| 2006. június 26. 21:00 |

| Svájc                     | 0–0 (h. u.) | Ukrajna                             |
| ------------------------- | ----------- | ----------------------------------- |
|                           | Jegyzőkönyv |                                     |
| Büntetőpárbaj             |             |                                     |
| Streller Barnetta Cabanas | 0–3         | Sevcsenko Milevszkij Rebrov Huszjev |

| FIFA WM-Stadion Köln, Köln Nézőszám: 45 000 Játékvezető: Benito Archundia (mexikói) |

| 2006. június 27. 17:00 |

| Brazília                                | 3–0               | Ghána |
| --------------------------------------- | ----------------- | ----- |
| Ronaldo 5' Adriano 45+1' Zé Roberto 84' | (2–0) Jegyzőkönyv |       |

| FIFA WM-Stadion Dortmund, Dortmund Nézőszám: 65 000 Játékvezető: Ľuboš Micheľ (szlovák) |

| 2006. június 27. 21:00 |

| Spanyolország        | 1–3               | Franciaország                      |
| -------------------- | ----------------- | ---------------------------------- |
| Villa 28' (11-esből) | (1–1) Jegyzőkönyv | Ribéry 41' Vieira 83' Zidane 90+2' |

| FIFA WM-Stadion Hannover, Hannover Nézőszám: 43 000 Játékvezető: Roberto Rosetti (olasz) |

### Negyeddöntők
| 2006. június 30. 17:00 |

| Németország                        | 1–1 (h. u.)                 | Argentína                      |
| ---------------------------------- | --------------------------- | ------------------------------ |
| Klose 80'                          | (0–0, 1–1, 1–1) Jegyzőkönyv | Ayala 49'                      |
| Büntetőpárbaj                      |                             |                                |
| Neuville Ballack Podolski Borowski | 4–2                         | Cruz Ayala Rodríguez Cambiasso |

| Olimpiai Stadion, Berlin Nézőszám: 72 000 Játékvezető: Ľuboš Micheľ (szlovák) |

| 2006. június 30. 21:00 |

| Olaszország               | 3–0               | Ukrajna |
| ------------------------- | ----------------- | ------- |
| Zambrotta 6' Toni 59' 69' | (1–0) Jegyzőkönyv |         |

| FIFA WM-Stadion Hamburg, Hamburg Nézőszám: 50 000 Játékvezető: Frank De Bleeckere (belga) |

| 2006. július 1. 17:00 |

| Anglia                               | 0–0         | Portugália                        |
| ------------------------------------ | ----------- | --------------------------------- |
|                                      | Jegyzőkönyv |                                   |
| Büntetőpárbaj                        |             |                                   |
| Lampard Hargreaves Gerrard Carragher | 1–3         | Simão Viana Petit Postiga Ronaldo |

| FIFA WM-Stadion Gelsenkirchen, Gelsenkirchen Nézőszám: 52 000 Játékvezető: Horacio Elizondo (argentin) |

| 2006. július 1. 21:00 |

| Brazília | 0–1               | Franciaország |
| -------- | ----------------- | ------------- |
|          | (0–0) Jegyzőkönyv | Henry 57'     |

| FIFA WM-Stadion Frankfurt, Frankfurt Nézőszám: 48 000 Játékvezető: Luis Medina Cantalejo (spanyol) |

### Elődöntők
| 2006. július 4. 21:00 |

| Németország | 0–2 (h. u.)                 | Olaszország                  |
| ----------- | --------------------------- | ---------------------------- |
|             | (0–0, 0–0, 0–0) Jegyzőkönyv | Grosso 119' Del Piero 120+1' |

| FIFA WM-Stadion Dortmund, Dortmund Nézőszám: 65 000 Játékvezető: Benito Archundia (mexikói) |

| 2006. július 5. 21:00 |

| Portugália | 0–1               | Franciaország         |
| ---------- | ----------------- | --------------------- |
|            | (0–1) Jegyzőkönyv | Zidane 33' (11-esből) |

| FIFA WM-Stadion München, München Nézőszám: 66 000 Játékvezető: Jorge Larrionda (uruguayi) |

### Bronzmérkőzés
| 2006. július 8. 21:00 |

| Németország                              | 3–1               | Portugália     |
| ---------------------------------------- | ----------------- | -------------- |
| Schweinsteiger 56' 78' Petit 60' (öngól) | (0–0) Jegyzőkönyv | Nuno Gomes 88' |

| Gottlieb-Daimler-Stadion, Stuttgart Nézőszám: 52 000 Játékvezető: Kamikava Tóru (japán) |

### Döntő
| 2006. július 9. 20:00 |

| Olaszország                               | 1–1 (h. u.)                 | Franciaország                   |
| ----------------------------------------- | --------------------------- | ------------------------------- |
| Materazzi 19'                             | (1–1, 1–1, 1–1) Jegyzőkönyv | Zidane 7' (11-esből) 110′       |
| Büntetőpárbaj                             |                             |                                 |
| Pirlo Materazzi De Rossi Del Piero Grosso | 5–3                         | Wiltord Trezeguet Abidal Sagnol |

| Olimpiai Stadion, Berlin Nézőszám: 69 000 Játékvezető: Horacio Elizondo (argentin) |

| A 2006-os labdarúgó-világbajnokság győztese |
| ------------------------------------------- |
| · Olaszország · 4. cím                      |

## Díjak
| Aranycipő:     | Aranylabda:     | Jasin-díj:       | Legjobb ifjúsági játékos: | FIFA Fair play-díj:        | Legszórakoztatóbb csapat: |
| -------------- | --------------- | ---------------- | ------------------------- | -------------------------- | ------------------------- |
| Miroslav Klose | Zinédine Zidane | Gianluigi Buffon | Lukas Podolski            | Brazília · Spanyolország · | Portugália ·              |

A világbajnokság válogatottja (All Star Team)
A FIFA Technikai Bizottsága ezen a világbajnokságon is összeállította azt a 23 játékosból álló keretet, amelybe a torna legjobb játékosai kerülhettek be. A válogatás alapját az egyenes kieséses szakaszban nyújtott teljesítmény adta.
| Kapusok                                       | Védők                                                                                                   | Középpályások | Csatárok                                             |
| --------------------------------------------- | --- | --- | ---------------------------------------------------- |
| Gianluigi Buffon Jens Lehmann Ricardo Pereira | Roberto Ayala John Terry Lilian Thuram Philipp Lahm Fabio Cannavaro Gianluca Zambrotta Ricardo Carvalho | Zé Roberto Patrick Vieira Zinédine Zidane Michael Ballack Andrea Pirlo Gennaro Gattuso Francesco Totti Luís Figo Maniche | Hernán Crespo Thierry Henry Miroslav Klose Luca Toni |

## Gólszerzők
A gólkirály, Miroslav Klose, megkapta az Adidas aranycipő diját.
5 gólos
- Miroslav Klose

3 gólos
- Hernán Crespo
- Maxi Rodríguez
- Ronaldo
- Thierry Henry
- Zinédine Zidane
- Lukas Podolski
- Fernando Torres
- David Villa

2 gólos
- Steven Gerrard
- Tim Cahill
- Adriano
- Paulo Wanchope
- Tomáš Rosický
- Agustín Delgado
- Carlos Tenorio
- Aruna Dindane
- Patrick Vieira
- Omar Bravo
- Bastian Schweinsteiger
- Marco Materazzi
- Luca Toni
- Bartosz Bosacki
- Maniche
- Alexander Frei
- Andrij Sevcsenko

1 gólos
- Flávio Amado
- Roberto Ayala
- Esteban Cambiasso
- Lionel Messi
- Javier Saviola
- Carlos Tévez
- John Aloisi
- Harry Kewell
- Craig Moore
- Fred
- Gilberto
- Juninho Pernambucano
- Kaká
- Zé Roberto
- Rónald Gómez
- Didier Drogba
- Bonaventure Kalou
- Bakari Koné
- Niko Kovač
- Darijo Srna
- Jan Koller
- Iván Kaviedes
- David Beckham
- Joe Cole
- Peter Crouch
- Franck Ribéry
- Torsten Frings
- Philipp Lahm
- Oliver Neuville
- Stephen Appiah
- Haminu Dramani
- Asamoah Gyan
- Sulley Muntari
- Szohráb Bahtiárizsádeh
- Jahja Golmohammadi
- Alessandro Del Piero
- Alberto Gilardino
- Fabio Grosso
- Vincenzo Iaquinta
- Filippo Inzaghi
- Andrea Pirlo
- Francesco Totti
- Gianluca Zambrotta
- Nakamura Sunszuke
- Tamada Keidzsi
- An Dzsonghvan
- I Cshonszu
- Pak Csiszong
- Francisco Fonseca
- Rafael Márquez
- Sinha
- Ruud van Nistelrooy
- Robin van Persie
- Arjen Robben
- Nelson Cuevas
- Deco
- Nuno Gomes
- Pauleta
- Cristiano Ronaldo
- Simão Sabrosa
- Sami Al-Jaber
- Jászer al-Kahtání
- Saša Ilić
- Nikola Žigić
- Xabi Alonso
- Juanito
- Raúl González
- Marcus Allbäck
- Henrik Larsson
- Fredrik Ljungberg
- Tranquillo Barnetta
- Philippe Senderos
- Mohamed Kader
- Radi Zsaidi
- Zíád Dzsazírí
- Dzsavhar Mnári
- Clint Dempsey
- Makszim Kalinicsenko
- Szerhij Rebrov
- Andrij Ruszol

Öngólok
- Carlos Gamarra
- Brent Sancho
- Cristian Zaccardo
- Petit

## Végeredmény
Az első négy helyezett utáni sorrend nem tekinthető hivatalosnak, mivel ezekért a helyekért nem játszottak mérkőzéseket. Ezért e helyezések meghatározása a következők szerint történt:
1. több szerzett pont (a 11-esekkel eldöntött találkozók a hosszabbítást követő eredménnyel, döntetlenként vannak feltüntetve),

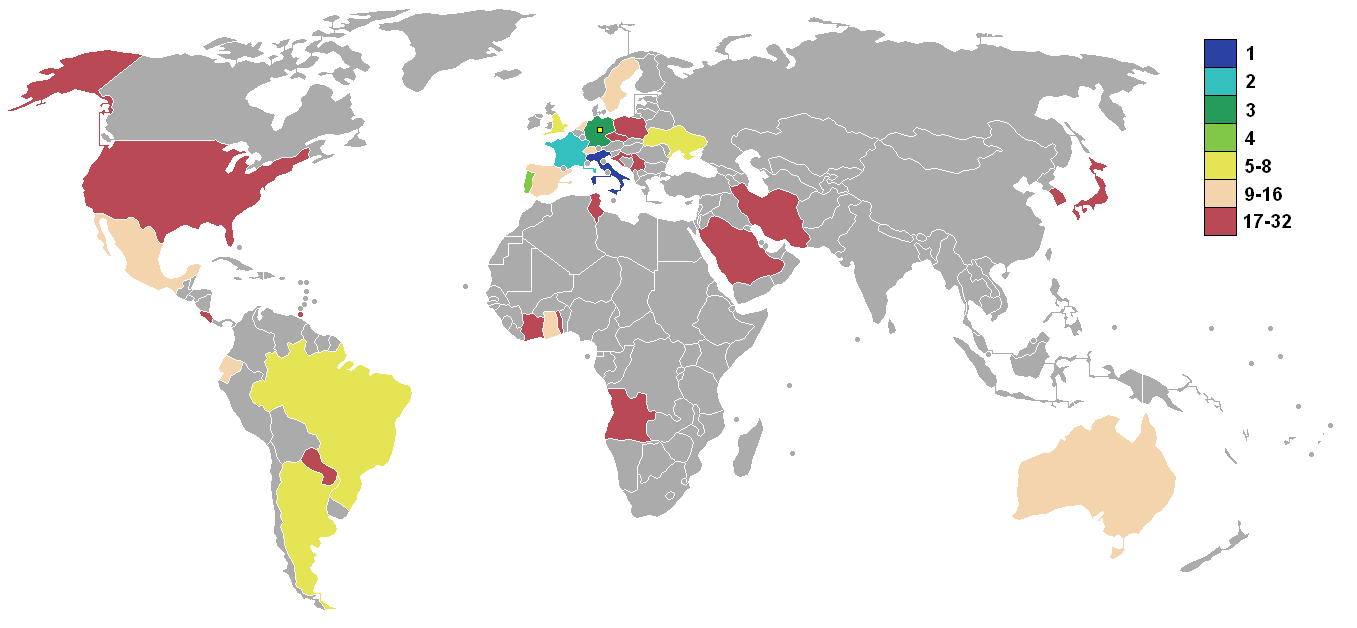
A 2006-os labdarúgó-világbajnokságon részt vevő országok helyezései

2. jobb gólkülönbség,
3. több szerzett gól,
4. nemzetnév.

| Hely. | Csapat                | M | Gy | D | V | G+ | G– | Gk  | P  |
| ----- | --------------------- | - | -- | - | - | -- | -- | --- | -- |
|       | Olaszország           | 7 | 5  | 2 | 0 | 12 | 2  | +10 | 17 |
|       | Franciaország         | 7 | 4  | 3 | 0 | 9  | 3  | +6  | 15 |
|       | Németország (R)       | 7 | 5  | 1 | 1 | 14 | 6  | +8  | 16 |
| 4.    | Portugália            | 7 | 4  | 1 | 2 | 7  | 5  | +2  | 13 |
|       |                       |   |    |   |   |    |    |     |    |
| 5.    | Brazília              | 5 | 4  | 0 | 1 | 10 | 2  | +8  | 12 |
| 6.    | Argentína             | 5 | 3  | 2 | 0 | 11 | 3  | +8  | 11 |
| 7.    | Anglia                | 5 | 3  | 2 | 0 | 6  | 2  | +4  | 11 |
| 8.    | Ukrajna               | 5 | 2  | 1 | 2 | 5  | 7  | −2  | 7  |
|       |                       |   |    |   |   |    |    |     |    |
| 9.    | Spanyolország         | 4 | 3  | 0 | 1 | 9  | 4  | +5  | 9  |
| 10.   | Svájc                 | 4 | 2  | 2 | 0 | 4  | 0  | +4  | 8  |
| 11.   | Hollandia             | 4 | 2  | 1 | 1 | 3  | 2  | +1  | 7  |
| 12.   | Ecuador               | 4 | 2  | 0 | 2 | 5  | 4  | +1  | 6  |
| 13.   | Ghána                 | 4 | 2  | 0 | 2 | 4  | 6  | −2  | 6  |
| 14.   | Svédország            | 4 | 1  | 2 | 1 | 3  | 4  | −1  | 5  |
| 15.   | Mexikó                | 4 | 1  | 1 | 2 | 5  | 5  | 0   | 4  |
| 16.   | Ausztrália            | 4 | 1  | 1 | 2 | 5  | 6  | −1  | 4  |
|       |                       |   |    |   |   |    |    |     |    |
| 17.   | Dél-Korea             | 3 | 1  | 1 | 1 | 3  | 4  | −1  | 4  |
| 18.   | Paraguay              | 3 | 1  | 0 | 2 | 2  | 2  | 0   | 3  |
| 19.   | Elefántcsontpart      | 3 | 1  | 0 | 2 | 5  | 6  | −1  | 3  |
| 20.   | Csehország            | 3 | 1  | 0 | 2 | 3  | 4  | −1  | 3  |
| 21.   | Lengyelország         | 3 | 1  | 0 | 2 | 2  | 4  | −2  | 3  |
| 22.   | Horvátország          | 3 | 0  | 2 | 1 | 2  | 3  | −1  | 2  |
| 23.   | Angola                | 3 | 0  | 2 | 1 | 1  | 2  | −1  | 2  |
| 24.   | Tunézia               | 3 | 0  | 1 | 2 | 3  | 6  | −3  | 1  |
| 25.   | Egyesült Államok      | 3 | 0  | 1 | 2 | 2  | 6  | −4  | 1  |
| 26.   | Irán                  | 3 | 0  | 1 | 2 | 2  | 6  | −4  | 1  |
| 27.   | Trinidad és Tobago    | 3 | 0  | 1 | 2 | 0  | 4  | −4  | 1  |
| 28.   | Japán                 | 3 | 0  | 1 | 2 | 2  | 7  | −5  | 1  |
| 29.   | Szaúd-Arábia          | 3 | 0  | 1 | 2 | 2  | 7  | −5  | 1  |
| 30.   | Togo                  | 3 | 0  | 0 | 3 | 1  | 6  | −5  | 0  |
| 31.   | Costa Rica            | 3 | 0  | 0 | 3 | 3  | 9  | −6  | 0  |
| 32.   | Szerbia és Montenegró | 3 | 0  | 0 | 3 | 2  | 10 | −8  | 0  |

## Közvetítések
Magyarországon első alkalommal egy kereskedelmi csatorna, az RTL Klub szerezte meg a közvetítési jogokat. Valamennyi mérkőzés élőben került képernyőre, viszont egy részüket a Sportklub adta, ami nem minden háztartásban volt fogható. A nyolcaddöntőig stúdióból zajlott a kommentálás, a riporterek Hajdú B. István, Léderer Ákos, Hethéssy Zoltán és Világi Péter voltak, a szakkommentátorok Urbán Flórián, Kovács Kálmán, Nagy László és Verebes József. A legjobb nyolc csapat mérkőzéseire Léderer és Hajdú B. kiutaztak a helyszínre, a bronzmérkőzést és a döntőt utóbbi kommentálta.

## Érdekességek
- Az akkori világranglista 11. helyén álló Dánia és Nigéria nem tudta kiharcolni a részvétel jogát, Togo viszont szerepelt annak ellenére, hogy csak a 61. helyen állt a ranglistán.
- Svájc csapata úgy esett ki, hogy egyetlen gólt sem kapott a világbajnokság során. A tornán négy mérkőzést játszottak, 4–0-s összesített gólkülönbséggel. Mivel azonban utolsó mérkőzésükön, Ukrajna ellen, a tizenegyes-párbajban egyetlen büntetőt sem sikerült értékesíteniük, így búcsúzniuk kellett.
- A "nürnbergi mészárlás"-ként elhíresült nyolcaddöntős mérkőzésen az orosz Valentyin Valentyinovics Ivanov játékvezető a Hollandia–Portugália mérkőzésen 16 sárga és 4 piros lapot mutatott fel a játékosoknak. Ez a világbajnokságok történetének legtöbb lappal tarkított mérkőzése.
- Az angol Graham Poll az Ausztrália–Horvátország mérkőzésen a 61. percben sárga lapot mutatott fel a horvát Josip Šimunićnak. Ezt megtette a 90. percben is, de elfelejtette a piros lapot felmutatni. Három perccel később, a meccs lefújása után újra sárga lappal jutalmazta a horvát játékos viselkedését, és ekkor már a piros lapot is felmutatta.
- A brazil Ronaldo ezen a tornán döntötte meg Gerd Müller gólrekordját. A brazil a torna előtt 12 találatot ért el, ezzel holtversenyben állt Pelével, de a torna során Pelét, Just Fontaine-t és Gerd Müllert is maga mögé utasította, és 15 góllal ő vette át a vezetést az összesített világbajnoki góllövőlistán. Ezt a rekordot 2014-ben döntötte meg a 2006-os torna gólkirálya, Miroslav Klose.
- A világbajnokságok történetének 2000. gólját a svéd Marcus Allbäck érte el az angolok elleni mérkőzésen.
- A döntőben a francia Zinédine Zidane a 110. percben mellkason fejelte az olasz Materazzit. Elizondo (a bíró) nem látta az esetet, a partjelzők sem, csak a tartalék játékvezető, aki tájékoztatta a mérkőzésvezetőt. Zidane-t élete utolsó mérkőzésén (a vb után visszavonult, ezt előre be is jelentette) kiállították, az esettel kapcsolatban három kép bejárta a világot: 1.: Zidane lefejeli Materazzit, 2.: Zidane-nak felmutatják a piros lapot és 3.: Zidane az öltözőbe menet elhalad a vb-trófea mellett.
- Horacio Elizondo (argentin) az első nemzetközi játékvezető akinek lehetősége volt egy világbajnokságon a nyitómérkőzést – első csoportmérkőzés – és a döntő találkozót vezetni.
- Benito Archundia (mexikói) az első játékvezető, aki egy világbajnokságon öt mérkőzésen működhetett közre.
- Az olasz Alessandro Del Piero az elődöntő 122. percében szerzett találatával a világbajnokságon lőtt legkésőbbi gól rekordját tartja.